# Thomas Rostollan
Pour les articles homonymes, voir Rostollan.
Thomas Rostollan, né le 18 mars 1986 à Marseille, est un coureur cycliste français. Professionnel en 2013 et 2014 au sein de l'équipe continentale La Pomme Marseille 13, il est membre de l'AVC Aix-en-Provence en 2015 avant de réintégrer le peloton professionnel pendant deux ans grâce à la formation de l’Armée de terre. Son palmarès comprend notamment plusieurs victoires glanées sur des épreuves organisées par l'UCI dont le Grand Prix Chantal Biya qu'il a remporté en 2008.

## Biographie

### Débuts cyclistes et carrière amateur
Thomas Rostollan est le petit-fils de Louis Rostollan, vainqueur du Critérium du Dauphiné libéré en 1958 et équipier de Jacques Anquetil lors de quatre de ses cinq victoires sur le Tour de France. Son père, Marc, a également été cycliste amateur.
Thomas Rostollan commence le cyclisme à l'âge de 17 ans, à la Pédale gombertoise, dans le quartier marseillais de Château-Gombert où il habite. L'année suivante, il rejoint Benjamin Giraud à l'AVC Aix-en-Provence. Il court ensuite pendant deux saisons avec le Chambéry CF, en poursuivant ses études en management des unités commerciales. Avec cette équipe, il remporte en 2006 la quatrième étape du Tour de La Réunion.
En 2007, souhaitant retrouver un club du sud-est de la France après avoir décroché son diplôme, il s'engage au Vélo-Club La Pomme Marseille. Il gagne durant cette saison le contre-la-montre par équipes du Cinturó de l'Empordà.
Lors de la saison 2008, il rejoint l'AVC Aix-en-Provence. Il termine deuxième du Grand Prix de Peymeinade mais surtout remporte en fin de saison le Grand Prix Chantal Biya au Cameroun.
En 2009, il gagne une étape du Tour de Navarre.
En 2011, il s'impose lors du Tour de la Manche, course par étapes figurant au calendrier de l'UCI Europe Tour.

### 2012 - 2014: première carrière professionnelle

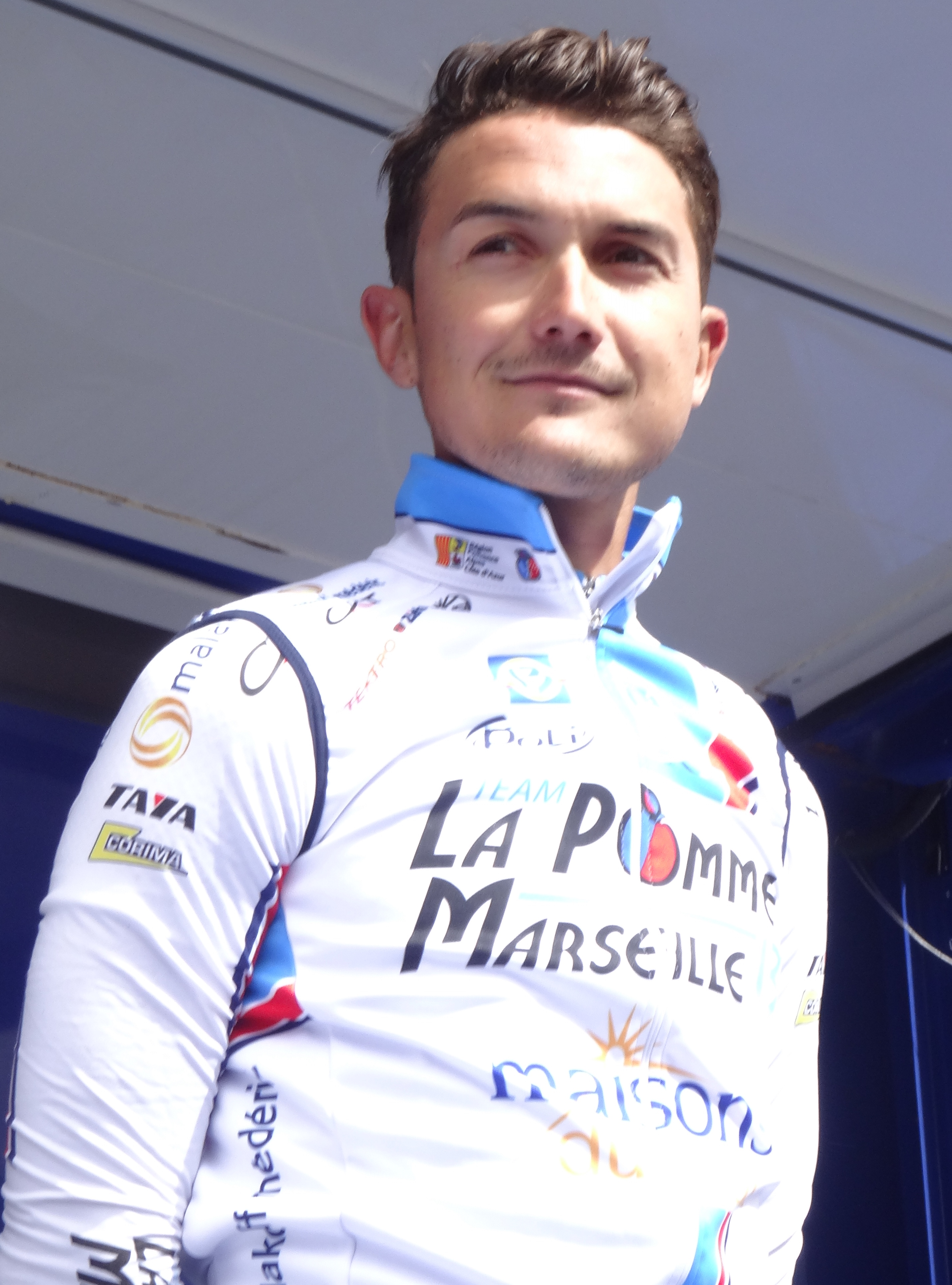
Rostollan au départ de la 1re étape des quatre jours de Dunkerque 2014

En août 2012, Thomas Rostollan est recruté par l'équipe continentale La Pomme Marseille afin d'y devenir coureur professionnel l'année suivante.
En 2014, il remporte le classement par points du Tour du Gévaudan Languedoc-Roussillon. Non conservé par ses dirigeants à l'issue de la saison, il annonce au mois de septembre qu'il signe un contrat en faveur de l'AVC Aix-en-Provence pour y tenir un rôle de capitaine de route auprès des jeunes coureurs du club et préparer sa reconversion professionnelle.

### 2015: le retour chez les amateurs
Au mois d'avril de la saison cycliste 2015, il remporte le classement du meilleur grimpeur lors du Tour du Loir-et-Cher après avoir porté le maillot de leader de ce classement spécifique pendant une étape lors du Circuit des Ardennes international. En mai il glane son premier succès de l'année lors de la troisième étape du Tour du Jura. Un mois plus tard il devient champion de France amateur du contre la montre. Il effectue les 42,7 km en une heure et 22 secondes et s'impose devant Anthony Perez et Romain Bacon. Cette performance lui permet d'être sélectionné au sein de l'équipe de France de cyclisme sur route pour disputer la Polynormande où il remporte le classement des grimpeurs. En fin de saison il s'aligne au départ du Tour cycliste de La Réunion avec ses coéquipiers de l'AVC Aix-en-Provence et s'illustre en remportant les 1re, 7e (contre-la-montre) et 8e étapes ainsi que le classement général et le classement par points de l'épreuve.

### 2016 - 2017: seconde carrière professionnelle
Ses bonnes performances de l'année 2015 permettent à Rostollan de signer un contrat avec l'équipe continentale française Armée de terre et de retrouver le peloton des coureurs professionnels,. Au premier semestre, il gagne la sixième étape du Tour de Bretagne. En juillet, il chute lourdement lors du Grand Prix Torres Vedras, au Portugal, et souffre de fractures à une clavicule et une côte.
Dans l’impossibilité de retrouver un contrat professionnel après l’annonce tardive de la dissolution de la formation Armée de terre cyclisme, il décide d’arrêter sa carrière de coureur à la fin de l’année 2017.

## Palmarès
| - 2004 - Tour Cévennes-Garrigues - 2006 - 4e étape du Tour de La Réunion - 2007 - 2ea étape du Cinturó de l'Empordà (contre-la-montre par équipes) - 2008 - Grand Prix Chantal Biya : - Classement général - 1re étape - 2e du Grand Prix de Peymeinade - 2009 - 1re étape du Tour de Navarre - Grand Prix de La Farlède - 2e du Tour du Canton de Saint-Ciers - 2e du Grand Prix des Fêtes de Cénac-et-Saint-Julien - 2010 - 5e étape du Tour de Marie-Galante - 3e étape du Tour des Landes - 2e du Circuit des Ardennes - 2011 - Tour de la Manche : - Classement général - 1re étape - Grand Prix de Bagnols-sur-Cèze - 1re étape du Tour Loire Pilat - 2e étape des Quatre Jours des As-en-Provence - Grand Prix de l’Étoile à Vence - 2e du Grand Prix de la Saint-Romain - 2e du Grand Prix de Roquemaure - 3e du Circuit méditerranéen - 3e du Grand Prix de Bras | - 2012 - 5e étape de l'An Post Rás - Tour du Pays Roannais : - Classement général - 3e étape - Classement général du Tour de Dordogne - Tour d'Auvergne : - Classement général - 3e étape - Grand Prix de Bagnols-sur-Cèze - 2e de la Ronde de Montauroux - 2e du Grand Prix de Nice - 2e de l'An Post Rás - 2e du Grand Prix de Cours-la-Ville - 2e de la Nocturne de Montech - 2e du Grand Prix de Miramont-de-Guyenne - 2e du Grand Prix Christian Fenioux - 2e du Tour de Moselle - 2015 - Champion de France du contre-la-montre amateurs - Championnat PACA - 3e étape du Tour du Jura - 2e étape du Tour du Chablais - Ronde de la Sainte-Hermentaire - Grand Prix Cristal Energie - Tour Cycliste Antenne Réunion : - Classement général - 1re, 7e (contre-la-montre) et 8e étapes - 2e du Tour d'Eure-et-Loir - 2e de la Nocturne de Brignoles - 3e du Grand Prix de Charvieu-Chavagneux - 2016 - 6e étape du Tour de Bretagne |  |

## Classements mondiaux
| Année           | 2010 | 2011 | 2012 | 2013 | 2014 | 2015   |
| --------------- | ---- | ---- | ---- | ---- | ---- | ------ |
| UCI Europe Tour | 442e | nc   | 302e | nc   | nc   | 1 039e |